# 庫特奈 (愛達荷州)
庫特奈（英語：Kootenai）是一個位於美國愛達荷州邦納縣的城市。

## 地理
庫特奈的座標為48°18′38″N 116°30′57″W / 48.31056°N 116.51583°W，而該地的平均海拔高度為668米（即2192英尺）。

## 人口
根據2020年美國人口普查的數據，庫特奈的面積為1.44平方千米，當中陸地面積為1.44平方千米，而水域面積為0.00平方千米。當地共有人口941人，而人口密度為每平方千米653人。